# Брауни (фольклор)
Брауни (англ. Brownie) — домашние духи в мифологии Шотландии и северной Англии, в широком смысле в английском употребляется для обозначения духов-помощников наподобие домовых или ниссе.
Брауни описываются как небольшие человечки ростом около 90 сантиметров, схожи с маленькими эльфами с коричневыми нечёсаными волосами и ярко-голубыми глазами (из-за коричневого цвета волос их и называют «брауни»). Описания брауни разнятся от места к месту, они могут обладать какими-то физическими недостатками или выглядеть комично.

## Описание
Брауни живут в доме или под ним, относятся к духам и среди них нет женщин. Однако брауни Горной Шотландии иногда собираются в небольшие группы, и среди них изредка попадаются женщины. Например, Мег Мулах, то есть Волосатая Мег[кто?]. Она была привязана к семейству Грантов из Туллокгорма, оплакивала смерть членов этой семьи, как баньши, исполняла обязанности брауни, подсказывала главе семьи ходы, когда он играл в шахматы.
Брауни проявляют активность в ночное время суток, а днём просто не появляются рядом с людьми, они занимаются «семейными» делами: собирают дикие плоды в лесах, подбирают зёрна с людских полей, пока хозяев нет поблизости.
Брауни могут стать домашними. Сначала они ведут наблюдение за всеми семействами в зоне своего обитания, выбирая тех, кто «соответствуют их моральным стандартам».
Пока люди отдыхают, брауни занимаются всевозможной хозяйственной деятельностью: ткут, готовят, прибираются, моют, занимаются людскими орудиями труда, следя за их исправностью, стерегут кур от лисиц, а также от воров. В ответ брауни ожидает благодарности в виде крынки сливок или парного молока и специально испеченной сдобной лепешки. Однако хозяйка никогда не предлагала брауни лакомство, а только оставляла его там, где он легко сможет его найти: любая попытка заплатить брауни за его труды оканчивалась его уходом из дома.
Обижаются и покидают дом, если им дарят новую одежду. «Бездомный» брауни может напасть, заманить в болото или чащобу. Для защиты нужно закрыть глаза и помолиться. Даже самый добродушный брауни боится христианских символов.
Обычно брауни стараются не прибегать к физической силе, а лишь сообщать различными способами своим хозяевам о возможном враге. Только если угроза нормальной жизни велика, брауни могут применить силу либо воспользоваться магией и призвать на помощь ближайших лесных соседей: эльфов, фей и пикси, а потом общими усилиями наказать злых незнакомцев. Но бывают случаи, когда незваных гостей слишком много и они очень сильные. В этой ситуации брауни либо становятся невидимыми и бегут в лес за помощью эльфов, либо начинается процесс превращения брауни в боггарта.

## В массовой культуре
- Брауни часто встречаются в сказках братьев Гримм, в книге Крэга Шоу Гардена «Сговор монстров», в произведении Екатерины Кокуриной «История небес».
- Огромную популярность в Канаде и США им принесли комиксы и стихи Палмера Кокса, самая известная его книга о брауни — The Brownies, Their Book (1887). Популярность произведений Кокса была такова, что одна из первых переносных фотокамер фирмы Кодак была названа в честь персонажей Кокса — «Брауни»[3].
- Брауни — вымышленные инопланетные расы из «Вселенной Генома» Сергея Лукьяненко и романа «Принцип оборотня» Клиффорда Саймака.
- Упоминаются в советском фильме-сказке «Деревня Утка».
- Упоминаются в книге Миранды Харт «Is It Just Me?» (2012).